# Мишак альпійський
Мишак альпійський (Sylvaemus alpicola) — вид мишовидих гризунів роду Sylvaemus.

## Таксономічні нотатки
Цей вид вважався донедавна підвидом Apodemus flavicollis. Останні генетичні та морфологічні дослідження підтвердили своєрідність виду і таким чином підняли в ранг виду. Диференціація цих двох видів сталася під час плейстоцену.

## Морфологія

### Морфометрія
Довжина голови і тіла від 80 до 111 мм, довжина хвоста між 101 і 141 мм, довжина стопи від 22 до 26,5 мм, довжина вух від 15 до 20 мм і вага до 45 гр.

### Опис
Верх золотисто-коричневого, низ білого або жовтувато-білого кольору, які чітко відділені з боків. Велика темна пляма є на горлі. Хвіст довше голови й тіла і темний зверху і світліший знизу.

## Середовище проживання
Країни проживання: Австрія, Франція, Німеччина, Італія, Швейцарія. Ендемік Альп, де проживає на висотах від 550 до 2100 м над рівнем моря. Зазвичай живе в гірських рідколіссях, де полюбляє області виступів каменів впереміж з трав'янистими областями.